# 1585 a tudományban
Az 1585. év a tudományban és a technikában.

## Építészet
- felépül a nápolyi Camaldoli remetelak
- elkészül a dániai Kronborg-kastély
- Andrea Palladio felépíti a vicenzai Teatro Olimpico-t

## Születések
- Jan Brozek, lengyel csillagász

## Halálozások
- Rembert Dodoens, holland botanikus (1517)
- Takí ad-Dín, csillágász és feltaláló (* kb 1526).